# Tunnel du Sonnenberg
Le tunnel du Sonnenberg est un tunnel autoroutier suisse permettant le contournement de Lucerne par l'autoroute A2. D'une longueur de 1 560 mètres, il est ouvert à la circulation le 26 octobre 1976.

## Histoire
Le tunnel du Sonnenberg a été construit entre 1971 et 1976.

## Abri antiatomique
Le tunnel du Sonnenberg était aussi un ouvrage de protection civile conçu pour abriter 20 000 personnes en cas d'attaque conventionnelle, atomique ou chimique.
Pour ce faire, le tunnel était notamment doté de portes d'une épaisseur de 1,5 mètre et d'un poids de 350 tonnes. Il constituait le plus grand abri antiatomique civil du monde. Il a été partiellement démantelé pendant les années 2000 ; il n'y a plus que la « caverne » de sept étages située entre les deux tubes qui sert encore d'abri (pour 2 000 personnes).